# Agathomyia helvella
Agathomyia helvella är en tvåvingeart som beskrevs av Chandler 1980. Agathomyia helvella ingår i släktet Agathomyia och familjen svampflugor.
Artens utbredningsområde är Israel. Inga underarter finns listade i Catalogue of Life.